# Meiogyne verrucosa
Meiogyne verrucosa är en kirimojaväxtart som beskrevs av L.W. Jessup. Meiogyne verrucosa ingår i släktet Meiogyne och familjen kirimojaväxter. Inga underarter finns listade i Catalogue of Life.